# Vladimir Stepania
Vladimir Stepania (né le 8 mai 1976 à Tbilissi en Géorgie) est un ancien joueur géorgien de basket-ball, évoluant au poste de pivot.

## Biographie
Vladimir Stepania,a près avoir commencé le basket-ball dans son pays, joue plusieurs années en Slovénie, avec le Slovan Ljubljana, puis à l'Olimpija Ljubljana.
Il est sélectionné par les Seattle SuperSonics au 27e rang de la draft 1998, devenant ainsi le premier Géorgien à évoluer en NBA. En six saisons, essentiellement dans un rôle de remplaçant, il porte le maillot des Sonics, des New Jersey Nets, du Miami Heat et des Portland Trail Blazers, pour une moyenne de 4 points par match.
Sa meilleure saison a lieu en 2002–2003 avec le Heat, réalisant une moyenne de 5,6 points et 7 rebonds par match.
Vladimir Stepania met un terme à sa carrière en 2004, après une dernière saison avec les Blazers, à seulement 28 ans.